# Saint-Sever-de-Rustan
Saint-Sever-de-Rustan là một xã thuộc tỉnh Hautes-Pyrénées trong vùng Occitanie tây nam nước Pháp.